# Bactrocera quasisilvicola
Bactrocera quasisilvicola är en tvåvingeart som beskrevs av Drew 1989. Bactrocera quasisilvicola ingår i släktet Bactrocera och familjen borrflugor. Inga underarter finns listade.